# North Reef (atoll i Kina)
North Reef (kinesiska: 北礁, 北砂礁) är en atoll bland Paracelöarna i Sydkinesiska havet. Paracelöarna har annekterats av Kina, men Taiwan och Vietnam gör också anspråk på dem.